# Salem Mekuria
Salem Mekuria (Adís Abeba, 1947) es una cineasta, videoartista y profesora independiente de origen etíope que vive en los Estados Unidos.

## Trayectoria
Mekuria nació en Addis Abeba. Se educó allí y en Axum, y se mudó a los Estados Unidos en 1967, donde estudió ciencias políticas y periodismo en el Macalester College. Mekuria obtuvo una maestría en tecnología educativa y producción de medios de la Universidad Estatal de San Francisco en 1978. Más tarde trabajó en la estación de televisión WGBH en Boston, comenzando como secretaria pero finalmente se convirtió en productora de la serie Nova. Mekuria fue profesora con la beca Luella LaMer de estudios de la mujer en el departamento de arte del Wellesley College.
Mekuria escribe, produce y dirige películas y videoinstalaciones relacionadas con Etiopía. Su trabajo se ha proyectado en muestras y festivales como la 50a Bienal de Venecia, el Festival de Cine CinemAfrica en Suecia, el Museo de Bellas Artes de Boston, el Museo Nacional de Arte Africano de la Institución Smithsonian, documenta 11 en Berlín y el Festival de Cine Africano de Nueva York.

## Trabajos

### Películas
- Our Place In The Sun (1988)
- As I Remember It: Portrait of Dorothy West (1991)
- Sidet: Forced Exile (1991) – documentary
- Ye Wonz Maibel (Deluge) (1997)

### Instalaciones de video
- Ruptures: A Many-Sided Story, Venice Biennale (2003)
- Imagining Tobia (2006-2007)
- Square stories, Addis Ababa (2010)[5]

## Premios y reconocimientos

### Becas
- Beca del Instituto de Estudios Avanzados Radcliffe
- Beca The New England Media
- 1991: Premio de la Fundación de Artistas de Massachusetts
- 1991–1992: Beca del Instituto de Estudios Avanzados Radcliffe
- 1993: Beca de residencia para artistas internacionales de Lila Wallace-Reader's Digest
- 1995: Beca de medios interculturales de la Fundación Rockefeller
- 2003-2004: Becaria Fulbright

### Premios de cine
- 1991: Mención del jurado, Festival de Cine y Video Black Maria.
- 1993: Manzana de Plata en el Festival Nacional de Cine y Video Educativo por Sidet: Forced Exile
- Primer lugar en Obras premiadas y reconocimiento como Película independiente sobresaliente del National Black Programming Consortium en el New England Film & Video Festival
- 1997: Mención del Director en el Festival de Cine y Video Black Maria.
- Nominación para un premio Emmy por Our Place In The Sun[1]
- Primer lugar en las piezas premiadas del National Black Programming Consortium por Ye Wonz Maibel (Diluvio)